# Lipochaeta lobata
Lipochaeta lobata là một loài thực vật có hoa trong họ Cúc. Loài này được (Gaudich.) DC. mô tả khoa học đầu tiên năm 1836.